# ألان إيفو ستيل
ألان إيفو ستيل (بالإنجليزية: Allan Ivo Steel)‏ (1892 - 1917) هو لاعب كريكت بريطاني (وحمل سابقاً جنسية المملكة المتحدة لبريطانيا العظمى وأيرلندا).

## وصلات خارجية
- ألان إيفو ستيل على موقع إي آس بي آن كريك إنفو (الإنجليزية)